# Moca chrysocosma
Moca chrysocosma är en fjärilsart som beskrevs av Diakonoff 1967. Moca chrysocosma ingår i släktet Moca och familjen Immidae. Inga underarter finns listade i Catalogue of Life.